# Éliminatoires de la zone Europe de la Coupe du monde de football 2014
Navigation
Éliminatoires de la Coupe du monde 2010 Éliminatoires de la Coupe du monde 2018
Les éliminatoires de la zone Europe pour la Coupe du monde 2014 sont organisées dans le cadre de l'Union des associations européennes de football (UEFA) et concernent 53 sélections nationales pour 13 places qualificatives. 

Europe • Afrique • Amérique du Nord, centrale et Caraïbes
Amérique du Sud • Asie • Océanie

## Format
Au premier tour, les 53 pays sont répartis en 9 groupes (8 groupes de 6 équipes et 1 groupe de 5 équipes) qui se rencontrent en matchs aller-retour. Les premiers de chaque groupe sont qualifiés pour la Coupe du monde 2014. Les 8 meilleurs deuxièmes doivent passer aux matches de barrage des qualifications tandis que les autres sont éliminés. 
Aux matches de barrage, les 8 meilleurs deuxièmes du premier tour sont opposés en 4 séries de matchs à élimination directe par paires de matchs aller-retour dont les 4 vainqueurs sont qualifiés pour la Coupe du monde 2014.

## Équipes engagées
Les 53 fédérations membres de l'UEFA participent aux éliminatoires de la zone européenne.
| Albanie            | Écosse               | Kazakhstan     | Tchéquie    |
| Allemagne          | Espagne              | Lettonie       | Roumanie    |
| Andorre            | Estonie              | Liechtenstein  | Russie      |
| Angleterre         | Finlande             | Lituanie       | Saint-Marin |
| Arménie            | France               | Luxembourg     | Serbie      |
| Autriche           | Géorgie              | Macédoine      | Slovaquie   |
| Azerbaïdjan        | Grèce                | Malte          | Slovénie    |
| Belgique           | Hongrie              | Moldavie       | Suède       |
| Biélorussie        | Îles Féroé           | Monténégro     | Suisse      |
| Bosnie-Herzégovine | République d'Irlande | Norvège        | Turquie     |
| Bulgarie           | Irlande du Nord      | Pays-Bas       | Ukraine     |
| Chypre             | Islande              | Pays de Galles |             |
| Croatie            | Israël               | Pologne        |             |
| Danemark           | Italie               | Portugal       |             |

(en gras, les 13 équipes qui parviendront à se qualifier pour la Coupe du monde 2014)

## Tirage au sort
Le tirage au sort a eu lieu le 30 juillet 2011 à Rio de Janeiro au Brésil. Les équipes sont réparties dans différents chapeaux en fonction du classement mondial de la FIFA de juillet 2011. Les neuf meilleures équipes à ce classement se retrouvent dans le chapeau A des têtes de série.
En gras, les équipes qualifiées pour la coupe du monde.
| Chapeau A                                                                   | Chapeau B                                                                 | Chapeau C                                                                                           | Chapeau D                                                                          | Chapeau E                                                                          | Chapeau F                                                                            |
| --------------------------------------------------------------------------- | ------------------------------------------------------------------------- | --------------------------------------------------------------------------------------------------- | ---------------------------------------------------------------------------------- | ---------------------------------------------------------------------------------- | ------------------------------------------------------------------------------------ |
| Espagne Pays-Bas Allemagne Angleterre Portugal Italie Croatie Norvège Grèce | France Monténégro Russie Suède Danemark Slovénie Turquie Serbie Slovaquie | Suisse Israël République d'Irlande Belgique Tchéquie Bosnie-Herzégovine Biélorussie Ukraine Hongrie | Bulgarie Roumanie Géorgie Lituanie Albanie Écosse Irlande du Nord Autriche Pologne | Arménie Finlande Estonie Chypre Lettonie Moldavie Macédoine Azerbaïdjan Îles Féroé | Pays de Galles Liechtenstein Islande Kazakhstan Luxembourg Malte Andorre Saint-Marin |

## Premier tour
Les rencontres se sont déroulées du 7 septembre 2012 au 15 octobre 2013.
Le premier de chacun des neuf groupes est qualifié pour la Coupe du monde 2014. Les huit meilleurs deuxièmes accèdent au deuxième tour.

### Groupe A
| Rang | Équipe         | Pts | J  | G | N | P | Bp | Bc | Diff |  | Résultats (▼ dom., ► ext.) |     |     |     |     |     |     |
| ---- | -------------- | --- | -- | - | - | - | -- | -- | ---- |  | -------------------------- | --- | --- | --- | --- | --- | --- |
| 1    | Belgique       | 26  | 10 | 8 | 2 | 0 | 18 | 4  | +14  |  | Belgique                   |     | 1-1 | 2-1 | 2-0 | 1-1 | 1-0 |
| 2    | Croatie        | 17  | 10 | 5 | 2 | 3 | 12 | 9  | +3   |  | Croatie                    | 1-2 |     | 2-0 | 0-1 | 2-0 | 1-0 |
| 3    | Serbie         | 14  | 10 | 4 | 2 | 4 | 18 | 11 | +7   |  | Serbie                     | 0-3 | 1-1 |     | 2-0 | 6-1 | 5-1 |
| 4    | Écosse         | 11  | 10 | 3 | 2 | 5 | 8  | 12 | -4   |  | Écosse                     | 0-2 | 2-0 | 0-0 |     | 1-2 | 1-1 |
| 5    | Pays de Galles | 10  | 10 | 3 | 1 | 6 | 9  | 20 | -11  |  | Pays de Galles             | 0-2 | 1-2 | 0-3 | 2-1 |     | 1-0 |
| 6    | Macédoine      | 7   | 10 | 2 | 1 | 7 | 7  | 16 | -9   |  | Macédoine                  | 0-2 | 1-2 | 1-0 | 1-2 | 2-1 |     |

### Groupe B
| Rang | Équipe   | Pts | J  | G | N | P | Bp | Bc | Diff |  | Résultats (▼ dom., ► ext.) |     |     |     |     |     |     |
| ---- | -------- | --- | -- | - | - | - | -- | -- | ---- |  | -------------------------- | --- | --- | --- | --- | --- | --- |
| 1    | Italie   | 22  | 10 | 6 | 4 | 0 | 19 | 9  | +10  |  | Italie                     |     | 3-1 | 2-1 | 1-0 | 2-2 | 2-0 |
| 2    | Danemark | 16  | 10 | 4 | 4 | 2 | 17 | 12 | +5   |  | Danemark                   | 2-2 |     | 0-0 | 1-1 | 0-4 | 6-0 |
| 3    | Tchéquie | 15  | 10 | 4 | 3 | 3 | 13 | 9  | +4   |  | Tchéquie                   | 0-0 | 0-3 |     | 0-0 | 1-2 | 3-1 |
| 4    | Bulgarie | 13  | 10 | 3 | 4 | 3 | 14 | 9  | +5   |  | Bulgarie                   | 2-2 | 1-1 | 0-1 |     | 1-0 | 6-0 |
| 5    | Arménie  | 13  | 10 | 4 | 1 | 5 | 12 | 13 | -1   |  | Arménie                    | 1-3 | 0-1 | 0-3 | 2-1 |     | 0-1 |
| 6    | Malte    | 3   | 10 | 1 | 0 | 9 | 5  | 28 | -23  |  | Malte                      | 0-2 | 1-2 | 1-4 | 1-2 | 0-1 |     |

### Groupe C
| Rang | Équipe               | Pts | J  | G | N | P | Bp | Bc | Diff |  | Résultats (▼ dom., ► ext.) |     |     |     |     |     |     |
| ---- | -------------------- | --- | -- | - | - | - | -- | -- | ---- |  | -------------------------- | --- | --- | --- | --- | --- | --- |
| 1    | Allemagne            | 28  | 10 | 9 | 1 | 0 | 36 | 10 | +26  |  | Allemagne                  |     | 4-4 | 3-0 | 3-0 | 4-1 | 3-0 |
| 2    | Suède                | 20  | 10 | 6 | 2 | 2 | 19 | 14 | +5   |  | Suède                      | 3-5 |     | 2-1 | 0-0 | 2-0 | 2-0 |
| 3    | Autriche             | 17  | 10 | 5 | 2 | 3 | 20 | 10 | +10  |  | Autriche                   | 1-2 | 2-1 |     | 1-0 | 4-0 | 6-0 |
| 4    | République d'Irlande | 14  | 10 | 4 | 2 | 4 | 16 | 17 | -1   |  | République d'Irlande       | 1-6 | 1-2 | 2-2 |     | 3-1 | 3-0 |
| 5    | Kazakhstan           | 5   | 10 | 1 | 2 | 7 | 6  | 21 | -15  |  | Kazakhstan                 | 0-3 | 0-1 | 0-0 | 1-2 |     | 2-1 |
| 6    | Îles Féroé           | 1   | 10 | 0 | 1 | 9 | 4  | 29 | -25  |  | Îles Féroé                 | 0-3 | 1-2 | 0-3 | 1-4 | 1-1 |     |

### Groupe D
| Rang | Équipe   | Pts | J  | G | N | P  | Bp | Bc | Diff |  | Résultats (▼ dom., ► ext.) |     |     |     |     |     |     |
| ---- | -------- | --- | -- | - | - | -- | -- | -- | ---- |  | -------------------------- | --- | --- | --- | --- | --- | --- |
| 1    | Pays-Bas | 28  | 10 | 9 | 1 | 0  | 34 | 5  | +29  |  | Pays-Bas                   |     | 4-0 | 8-1 | 2-0 | 3-0 | 3-0 |
| 2    | Roumanie | 19  | 10 | 6 | 1 | 3  | 19 | 12 | +7   |  | Roumanie                   | 1-4 |     | 3-0 | 0-2 | 2-0 | 4-0 |
| 3    | Hongrie  | 17  | 10 | 5 | 2 | 3  | 21 | 20 | +1   |  | Hongrie                    | 1-4 | 2-2 |     | 3-1 | 5-1 | 2-0 |
| 4    | Turquie  | 16  | 10 | 5 | 1 | 4  | 16 | 9  | +7   |  | Turquie                    | 0-2 | 0-1 | 1-1 |     | 3-0 | 5-0 |
| 5    | Estonie  | 7   | 10 | 2 | 1 | 7  | 6  | 20 | -14  |  | Estonie                    | 2-2 | 0-2 | 0-1 | 0-2 |     | 2-0 |
| 6    | Andorre  | 0   | 10 | 0 | 0 | 10 | 0  | 30 | -30  |  | Andorre                    | 0-2 | 0-4 | 0-5 | 0-2 | 0-1 |     |

### Groupe E
| Rang | Équipe   | Pts | J  | G | N | P | Bp | Bc | Diff |  | Résultats (▼ dom., ► ext.) |     |     |     |     |     |     |
| ---- | -------- | --- | -- | - | - | - | -- | -- | ---- |  | -------------------------- | --- | --- | --- | --- | --- | --- |
| 1    | Suisse   | 24  | 10 | 7 | 3 | 0 | 17 | 6  | +11  |  | Suisse                     |     | 4-4 | 1-0 | 1-1 | 2-0 | 1-0 |
| 2    | Islande  | 17  | 10 | 5 | 2 | 3 | 17 | 15 | +2   |  | Islande                    | 0-2 |     | 2-4 | 2-0 | 2-1 | 2-0 |
| 3    | Slovénie | 15  | 10 | 5 | 0 | 5 | 14 | 11 | +3   |  | Slovénie                   | 0-2 | 1-2 |     | 3-0 | 1-0 | 2-1 |
| 4    | Norvège  | 12  | 10 | 3 | 3 | 4 | 10 | 13 | -3   |  | Norvège                    | 0-2 | 1-1 | 2-1 |     | 0-1 | 2-0 |
| 5    | Albanie  | 11  | 10 | 3 | 2 | 5 | 9  | 11 | -2   |  | Albanie                    | 1-2 | 1-2 | 1-0 | 1-1 |     | 3-1 |
| 6    | Chypre   | 5   | 10 | 1 | 2 | 7 | 4  | 15 | -11  |  | Chypre                     | 0-0 | 1-0 | 0-2 | 1-3 | 0-0 |     |

### Groupe F
| Rang | Équipe          | Pts | J  | G | N | P | Bp | Bc | Diff |  | Résultats (▼ dom., ► ext.) |     |     |     |     |     |     |
| ---- | --------------- | --- | -- | - | - | - | -- | -- | ---- |  | -------------------------- | --- | --- | --- | --- | --- | --- |
| 1    | Russie          | 22  | 10 | 7 | 1 | 2 | 20 | 5  | +15  |  | Russie                     |     | 1-0 | 3-1 | 1-0 | 2-0 | 4-1 |
| 2    | Portugal        | 21  | 10 | 6 | 3 | 1 | 20 | 9  | +11  |  | Portugal                   | 1-0 |     | 1-1 | 3-0 | 1-1 | 3-0 |
| 3    | Israël          | 14  | 10 | 3 | 5 | 2 | 19 | 14 | +5   |  | Israël                     | 0-4 | 3-3 |     | 1-1 | 1-1 | 3-0 |
| 4    | Azerbaïdjan     | 9   | 10 | 1 | 6 | 3 | 7  | 11 | -4   |  | Azerbaïdjan                | 1-1 | 0-2 | 1-1 |     | 2-0 | 1-1 |
| 5    | Irlande du Nord | 7   | 10 | 1 | 4 | 5 | 9  | 17 | -8   |  | Irlande du Nord            | 1-0 | 2-4 | 0-2 | 1-1 |     | 1-1 |
| 6    | Luxembourg      | 6   | 10 | 1 | 3 | 6 | 7  | 26 | -19  |  | Luxembourg                 | 0-4 | 1-2 | 0-6 | 0-0 | 3-2 |     |

### Groupe G
| Rang | Équipe             | Pts | J  | G | N | P | Bp | Bc | Diff |  | Résultats (▼ dom., ► ext.) |     |     |     |     |     |     |
| ---- | ------------------ | --- | -- | - | - | - | -- | -- | ---- |  | -------------------------- | --- | --- | --- | --- | --- | --- |
| 1    | Bosnie-Herzégovine | 25  | 10 | 8 | 1 | 1 | 30 | 6  | +24  |  | Bosnie-Herzégovine         |     | 3-1 | 0-1 | 3-0 | 4-1 | 4-1 |
| 2    | Grèce              | 25  | 10 | 8 | 1 | 1 | 12 | 4  | +8   |  | Grèce                      | 0-0 |     | 1-0 | 2-0 | 1-0 | 2-0 |
| 3    | Slovaquie          | 13  | 10 | 3 | 4 | 3 | 11 | 10 | +1   |  | Slovaquie                  | 1-2 | 0-1 |     | 1-1 | 2-1 | 2-0 |
| 4    | Lituanie           | 11  | 10 | 3 | 2 | 5 | 9  | 11 | -2   |  | Lituanie                   | 0-1 | 0-1 | 1-1 |     | 2-0 | 2-0 |
| 5    | Lettonie           | 8   | 10 | 2 | 2 | 6 | 10 | 20 | -10  |  | Lettonie                   | 0-5 | 1-2 | 2-2 | 2-1 |     | 2-0 |
| 6    | Liechtenstein      | 2   | 10 | 0 | 2 | 8 | 4  | 25 | -21  |  | Liechtenstein              | 1-8 | 0-1 | 1-1 | 0-2 | 1-1 |     |

### Groupe H
| Rang | Équipe      | Pts | J  | G | N | P  | Bp | Bc | Diff |  | Résultats (▼ dom., ► ext.) |     |     |     |     |     |     |
| ---- | ----------- | --- | -- | - | - | -- | -- | -- | ---- |  | -------------------------- | --- | --- | --- | --- | --- | --- |
| 1    | Angleterre  | 22  | 10 | 6 | 4 | 0  | 31 | 4  | +27  |  | Angleterre                 |     | 1-1 | 4-1 | 2-0 | 4-0 | 5-0 |
| 2    | Ukraine     | 21  | 10 | 6 | 3 | 1  | 28 | 4  | +24  |  | Ukraine                    | 0-0 |     | 0-1 | 1-0 | 2-1 | 9-0 |
| 3    | Monténégro  | 15  | 10 | 4 | 3 | 3  | 18 | 17 | +1   |  | Monténégro                 | 1-1 | 0-4 |     | 2-2 | 2-5 | 3-0 |
| 4    | Pologne     | 13  | 10 | 3 | 4 | 3  | 18 | 12 | +6   |  | Pologne                    | 1-1 | 1-3 | 1-1 |     | 2-0 | 5-0 |
| 5    | Moldavie    | 11  | 10 | 3 | 2 | 5  | 12 | 17 | -5   |  | Moldavie                   | 0-5 | 0-0 | 0-1 | 1-1 |     | 3-0 |
| 6    | Saint-Marin | 0   | 10 | 0 | 0 | 10 | 1  | 54 | -53  |  | Saint-Marin                | 0-8 | 0-8 | 0-6 | 1-5 | 0-2 |     |

### Groupe I
| Rang | Équipe      | Pts | J | G | N | P | Bp | Bc | Diff |  | Résultats (▼ dom., ► ext.) |     |     |     |     |     |
| ---- | ----------- | --- | - | - | - | - | -- | -- | ---- |  | -------------------------- | --- | --- | --- | --- | --- |
| 1    | Espagne     | 20  | 8 | 6 | 2 | 0 | 14 | 3  | +11  |  | Espagne                    |     | 1-1 | 1-1 | 2-0 | 2-1 |
| 2    | France      | 17  | 8 | 5 | 2 | 1 | 15 | 6  | +9   |  | France                     | 0-1 |     | 3-0 | 3-1 | 3-1 |
| 3    | Finlande    | 9   | 8 | 2 | 3 | 3 | 5  | 9  | -4   |  | Finlande                   | 0-2 | 0-1 |     | 1-1 | 1-0 |
| 4    | Géorgie     | 5   | 8 | 1 | 2 | 5 | 3  | 10 | -7   |  | Géorgie                    | 0-1 | 0-0 | 0-1 |     | 1-0 |
| 5    | Biélorussie | 4   | 8 | 1 | 1 | 6 | 7  | 16 | -9   |  | Biélorussie                | 0-4 | 2-4 | 1-1 | 2-0 |     |

### Les huit meilleurs deuxièmes
Les huit meilleurs deuxièmes accèdent aux matches de barrage, qui ont lieu les 15 et 19 novembre 2013. 

Afin de les déterminer, on établit le classement ci-dessous en prenant en compte les résultats des deuxièmes de groupe contre les premiers, troisièmes, quatrièmes et cinquièmes de leur groupe (les résultats contre les sixièmes ne sont pas pris en compte puisque le groupe I ne compte que 5 équipes). Les lettres désignant les différents groupes sont précisées entre parenthèses. Le  Danemark est éliminé à ce stade de la compétition en tant que moins bon deuxième.
| Rang | Équipe          | Pts | J | G | N | P | Bp | Bc | Diff |
| ---- | --------------- | --- | - | - | - | - | -- | -- | ---- |
| 1    | Grèce (Gr G)    | 19  | 8 | 6 | 1 | 1 | 9  | 4  | +5   |
| 2    | France (Gr I)   | 17  | 8 | 5 | 2 | 1 | 15 | 6  | +9   |
| 3    | Portugal (Gr F) | 15  | 8 | 4 | 3 | 1 | 15 | 8  | +7   |
| 4    | Ukraine (Gr H)  | 15  | 8 | 4 | 3 | 1 | 11 | 4  | +7   |
| 5    | Suède (Gr C)    | 14  | 8 | 4 | 2 | 2 | 15 | 13 | +2   |
| 6    | Islande (Gr E)  | 14  | 8 | 4 | 2 | 2 | 15 | 14 | +1   |
| 7    | Roumanie (Gr D) | 13  | 8 | 4 | 1 | 3 | 15 | 12 | +3   |
| 8    | Croatie (Gr A)  | 11  | 8 | 3 | 2 | 3 | 11 | 6  | +5   |
| 9    | Danemark (Gr B) | 10  | 8 | 2 | 4 | 2 | 9  | 11 | -2   |

- La Grèce, la France, le Portugal, l'Ukraine, la Suède, l'Islande, la Roumanie et la Croatie participent donc aux barrages.
- Le Danemark est éliminé.

## Matchs de barrage
Les équipes, dont les rencontres ont été désignées par tirage au sort le 21 octobre 2013, se sont affrontées en 4 matchs aller-retour les 15 et 19 novembre 2013. Les vainqueurs de ces confrontations sont qualifiés pour la Coupe du monde 2014. Les matchs "aller" ont eu lieu sur le terrain de l'équipe 1.
| Équipe 1   | Résultat | Équipe 2 | Aller | Retour |
| ---------- | -------- | -------- | ----- | ------ |
| Portugal * | 4 - 2    | Suède    | 1-0   | 3-2    |
| Ukraine *  | 2 - 3    | France   | 2-0   | 0-3    |
| Grèce *    | 4 - 2    | Roumanie | 3-1   | 1-1    |
| Islande    | 0 - 2    | Croatie* | 0-0   | 0-2    |

- Le Portugal, la France, la Grèce et la Croatie se qualifient pour les quatre dernières places de la zone Europe.

## Meilleurs buteurs
| Pos | Joueur               | Pays                 | Buts |
| --- | -------------------- | -------------------- | ---- |
| 1er | Robin van Persie     | Pays-Bas             | 11   |
| 2e  | Edin Džeko           | Bosnie-Herzégovine   | 10   |
| 3e  | Mesut Özil           | Allemagne            | 8    |
| 3e  | Cristiano Ronaldo    | Portugal             | 8    |
| 3e  | Vedad Ibisevic       | Bosnie-Herzégovine   | 8    |
| 5e  | Wayne Rooney         | Angleterre           | 7    |
| 6e  | Tomer Hemed          | Israël               | 6    |
| 6e  | Eden Ben Basat       | Israël               | 6    |
| 6e  | Robbie Keane         | République d'Irlande | 6    |
| 6e  | David Alaba          | Autriche             | 6    |
| 6e  | Helder Postiga       | Portugal             | 6    |
| 6e  | Zlatan Ibrahimović   | Suède                | 6    |
| 12e | Rafael van der Vaart | Pays-Bas             | 5    |
| 12e | Mario Balotelli      | Italie               | 5    |
| 12e | Marco Reus           | Allemagne            | 5    |
| 12e | Milivoje Novakovič   | Serbie               | 5    |
| 12e | Ciprian Marica       | Roumanie             | 5    |
| 12e | Burak Yılmaz         | Turquie              | 5    |
| 12e | Franck Ribéry        | France               | 5    |
| 12e | Jeremain Lens        | Pays-Bas             | 5    |
| 12e | Zvjezdan Misimović   | Bosnie-Herzégovine   | 5    |
| 12e | Umut Bulut           | Turquie              | 5    |
| 12e | Alexandre Kerjakov   | Russie               | 5    |
| 23e | Andrija Delibašić    | Monténégro           | 4    |
| 23e | André Schürrle       | Allemagne            | 4    |
| 23e | Marko Dević          | Ukraine              | 4    |
| 23e | Mario Götze          | Allemagne            | 4    |
| 23e | Kolbeinn Sigþórsson  | Islande              | 4    |
| 23e | Miroslav Klose       | Allemagne            | 4    |
| 23e | Alexandre Kokorine   | Russie               | 4    |
| 23e | Pablo Osvaldo        | Italie               | 4    |
| 23e | Frank Lampard        | Angleterre           | 4    |
| 23e | Danny Welbeck        | Angleterre           | 4    |
| 23e | Gareth Bale          | Pays de Galles       | 4    |
| 23e | Eugen Sidorenco      | Moldavie             | 4    |
| 23e | Pedro                | Espagne              | 4    |
| 23e | Dejan Damjanović     | Monténégro           | 4    |
| 23e | Jakub Błaszczykowski | Pologne              | 4    |
| 23e | Bruno Alves          | Portugal             | 4    |
| 23e | Kevin De Bruyne      | Belgique             | 4    |
| 23e | Yura Movsisyan       | Arménie              | 4    |
| 23e | Andri Iarmolenko     | Ukraine              | 4    |
| 23e | Thomas Müller        | Allemagne            | 4    |
| 23e | Aleksandar Kolarov   | Serbie               | 4    |
| 23e | Balázs Dzsudzsák     | Hongrie              | 4    |
| 23e | Daniel Agger         | Danemark             | 4    |